# Erste Deutsche Walfang-Gesellschaft

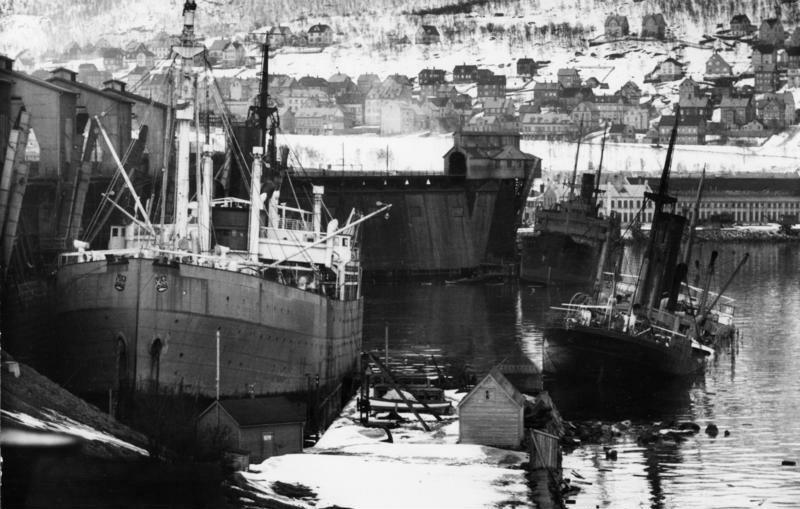
Die Jan Wellem (links) im Hafen von Narvik im April 1940

Die Erste Deutsche Walfang-Gesellschaft (EDWG) wurde 1935 als AG gegründet, in eine GmbH mit Sitz in Hamburg umgewandelt und begann 1937 mit dem Walfang.

## Geschichte
Die Erste Deutsche Walfang-Gesellschaft wurde ins Leben gerufen, um benötigte Rohstoffe mit möglichst wenig Devisen zu erhalten. Die „Fettlücke“, gemeint war der Rohstoffmangel an Fetten und Ölen, sollte geschlossen werden. Dies war politisch gewollt, im zweiten Vierjahresplan des Dritten Reiches erhielt der Walfang eine hohe Priorität. Bis dahin wurde Walöl gegen Devisen importiert, vorwiegend aus Norwegen. Walfett und Tran waren wichtige Rohstoffe für Waschmittel, die später durch Tenside ersetzt wurden.
Vier deutsche Walfang-Unternehmen existierten in den 1930er Jahren. Neben der EDWG noch drei weitere: Die Walter Rau Lebensmittelwerke GmbH gründete die Walter Rau Walfang AG. Mit der Unitas Deutsche Walfang-Gesellschaft hatte das britisch-niederländische Unternehmen Unilever ebenfalls einen Anteil an der deutschen Walfangindustrie.  Eine weitere war die Hamburger Walfang-Kontor GmbH. Das Hamburger Walfang-Kontor bereederte die Charterschiffe der Firmen Deutsche Oelmühlen Rohstoff GmbH & Ölmühlen Walfang Konsortium.
EDWG, Walter Rau und Unitas Deutsche Walfang-Gesellschaft hatten jeweils eigene Walfangflotten, eine Flotte je Firma. Die Flotten bestanden aus: Mutterschiff (bzw. Fabrikschiff, Walkocherei), Fangboote, zusätzliche Hilfsschiffe. Das Hamburger Walfang-Kontor bereederte insgesamt vier Flotten von unterschiedlichen Eigentümern. Insgesamt waren es also sieben Walfang-Flotten, betrieben von vier Gesellschaften. Ein weiteres Unternehmen kam 1938 hinzu, das Bremer Walfang-Kontor, welches aber wieder eingestellt wurde, bevor es mit dem Walfang beginnen konnte. Mit Beginn des Zweiten Weltkriegs wurde Walfang in Deutschland eingestellt; die meisten Fahrzeuge der Walfangflotten wurden dann von der Kriegsmarine genutzt.

## Gründung
Die Gründung der EDWG ging auf eine Initiative von August Dierks und Carl Kirchreiß zurück. Zeitgleich mit Walter Rau stellten sie 1933 Überlegungen an, den Walfang zu modernisieren und auszubauen. Anders als Rau fehlte es Dierks an eigenem Kapital um eine eigene Gesellschaft zu gründen. Stattdessen wandelte Dierks eine bestehende Firma, die Luftverkehr Unterweser Aktiengesellschaft in die Erste Deutsche Walfang-Gesellschaft (EDWG) um. Aufgabe der EDWG war allein die Prüfung der Möglichkeiten des Walfangs. Zu einem wirklichen Walfang-Unternehmen wurde die EDWG erst, nachdem die Firma Henkel und Cie. signalisierte, 3,25 Millionen Reichsmark zu investieren. Es fehlten zunächst allerdings noch weitere Investoren, um das nötige Geld zum Aufbau einer eigenen Walfangflotte aufzubringen. Im Laufe des Jahres 1935 stieg der Preis für Walöl so weit in die Höhe, dass es für Henkel lohnte, als alleiniger Geldgeber bei der EDWG einzusteigen. Henkel wandelte die EDWG Aktiengesellschaft in eine GmbH um und ersetzte Geschäftsführer Dierks durch Dietrich Menke. Die Gründung der GmbH war der 10. Dezember 1935.

## Walfangflotte

### Walfangmutterschiff
1936 wurde von Blohm & Voss das Hapag-Kombischiff Württemberg zum Walkocherei-Fabrikschiff umgebaut und in Jan Wellem umbenannt. Die Jan Wellem unternahm insgesamt nur drei Fangfahrten. Danach wurde sie zum Stützpunktschiff umgerüstet und diente ab dem 10. November 1939 der Kriegsmarine. Im Februar wurde das Schiff 1940 als Versorgungstanker während der Invasion von Norwegen eingesetzt, im April 1940 versenkt. Wrack geborgen am 25. Juli 1940. Im August 1940 zu zwei Dritteln ausgebrannt, eine 1941 geplante Reparatur fand nicht statt. Teilweise Reparatur im September 1942, danach Einsatz als Heizöldepot, E-Station und Destillierschiff des Marinewaffen- und Ausrüstungsbetrieb Libau (MAUREB Libau). Evakuierungsfahrt nach Kiel im April 1945, ab April 1946 ausgeschlachtet in Kiel, versenkt (in 8 m Tiefe) in der Heikendorfer Bucht im Juni 1946. Danach wieder geborgen und 1947 nach Großbritannien gebracht, endgültiger Abbruch im Dezember 1947 in Blyth.

### Fangboote
Die acht Fangboote der EDWG-Flotte hießen Treff und waren mit Römischen Ziffern durchnummeriert: Treff I–VIII. Die Boote Treff I–VI waren quasi baugleich, Treff VII und VIII waren etwas größer. Treff I–III sowie Treff VI–VIII entstanden bei H. C. Stülcken Sohn in Hamburg, Treff IV und Treff V bei der Seebeckwerft in Bremerhaven. Die Besatzung bestand bei allen Fangbooten aus 15 Seeleuten. Im September 1939 wurden die Boote Treff I, II, III und VI der 13. U-Bootsjagdgruppe zugeteilt, im November 1939 kamen Treff IV, V, VII und VIII  zur 12. U-Bootsjagdflottille. Bis 1941 hatten die Boote die Bezeichnung UJ (= Ubootjäger) gefolgt von einem Buchstaben A, B1, C, D1, G, H, J und K. Nach 1941 waren die sechs verbleibenden Treff-Boote als Teil der 14. U-Bootsjagd-Flottille durchnummeriert von UJ-1411 bis 1416. Treff V und Treff VIII waren bereits 1940 versenkt worden. Die Bezeichnungen UJ-B und UJ-D wurden dann neu vergeben – an die ebenfalls zur U-Jagd eingesetzten Fangboote der Walter-Rau-Flotte Rau-X (UJ-B2) und Rau-IX (UJ-D2).
- Treff V (UJ-B1) sank Ende April 1940 im Skagerak,[18]
- Treff VIII (UJ-D1) sank Anfang Juli 1940 vor Trondheim.[19]
- Treff III (UJ-1411 bzw. UJ-J) sank am Ende Oktober 1944 vor Saint-Nazaire.[20]
- Treff I (UJ-1414 bzw. UJ-G) sank Ende März 1945 vor Lorient.[21]
- Treff II (UJ-1412 bzw. UJ-H), Treff IV (UJ-1415 bzw. UJ-A), Treff VI (UJ-1413 bzw. UJ-K) und Treff VII (UJ-1416 bzw. UJ-C) überstanden den Krieg.[22]

### Norwegische Schiffe
Eine besondere Rolle hatte die EDWG während des Zweiten Weltkriegs, da der Direktor Dietrich Menke zum sogenannten Verwalter der in Norwegen befindlichen Vermögenswerte feindlicher Walfanggesellschaften ernannt wurde. Die Verantwortung von Menke – und somit der EDWG – umfasste sowohl gecharterte als auch im Krieg erbeutete Schiffe. Dieser Umstand erklärt, weswegen das im Januar 1941 gekaperte Walfangmutterschiff Solglimt ab März 1941 von der EDWG betrieben wurde. Die Solglimt wurde umbenannt in Sonderburg und diente bis Ende Juni 1944 als Stützpunktschiff in französischen Häfen, hauptsächlich in Cherbourg. 

## Nachkriegszeit
Die EDWG war als einzige der deutschen Walfang-Gesellschaften nicht im Zweiten Weltkrieg liquidiert worden. Nach 1945 war Dietrich Menke weiterhin Direktor des Unternehmens. Menke und die EDWG setzten sich aktiv dafür ein, dass möglichst bald nach Ende des Krieges Deutschland wieder das Walfang-Geschäft gestattet würde. Dazu kam es aber nicht und Menke nutzte eine internationale Kooperation, um trotz Walfangverbot aus Hamburg Walfang zu betreiben: 1949 wurde die EDWG von dem griechischen Reedereiunternehmer A. Onassis beauftragt, bei den Kieler Howaldtswerken den Umbau des Tankers Herman F. Whiton (ex Oregon Trail) in ein Walfangmutterschiff für die Olympic Whaling Company zu leiten. Aus der Herman F. Whiton wurde die Olympic Challenger. Außerdem sollte die Gesellschaft den Umbau von 16 Fangbooten organisieren und anschließend die so entstandene Walfangflotte bereedern.
Nach 1945 blieb Deutschland der Walfang – und zunächst auch der Bau von Schiffen – verboten. Deswegen wurden die Unternehmungen der EDWG im Auftrag der Olympic Whaling Company nach außen bewusst heruntergespielt, sodass öffentlich nicht bekannt wurde, dass Deutschland mit der Olympic Challenger die internationalen Auflagen unterlief. Die Olympic Challenger und einige ihrer Fangboote fuhren unter der Flagge Panamas, andere waren in Honduras angemeldet. Bis 1953 wurden Wale gefangen und verarbeitet, in den Jahren 1954 bis 1956 wurde die Bereederung der Flotte von Onassis’ Reederei Olympic Maritime in Hamburg durchgeführt und danach nach Japan verkauft. 1956 wurde die Erste Deutsche Walfang-Gesellschaft aufgelöst.